# Vallée des Dix Mille Fumées
La vallée des Dix Mille Fumées, en anglais Valley of Ten Thousand Smokes, est une vallée des États-Unis située dans le Sud-Ouest de l'Alaska, à l'entrée de la péninsule d'Alaska, dans le Sud du parc national et réserve de Katmai,. Elle tire son nom des nombreux panaches de vapeur d'eau qui s'échappaient de son sol formé par l'éruption du Novarupta en 1912.
Drainée par les rivières Lethe et Knife Creek et orientée nord-nord-ouest-sud-sud-est, elle est entourée par les monts Griggs et Juhle au nord-est, le mont Katmai et le Trident au sud-est, le mont Mageik au sud, la chaîne Buttress à l'ouest et le mont Katolinat au nord. Son sol est formé de débris pyroclastiques déposés par le volcan Novarupta situé au sud-est au cours de son éruption du 6 juin à octobre 1912. En 1916, Robert Griggs visite la région au cours d'une campagne de recensement des volcans. Il découvre alors avec trois autres compagnons une vallée recouverte de débris pyroclastiques sur plusieurs mètres d'épaisseur transpercés par des milliers de jets de vapeur d'eau formés par l'eau réchauffée et vaporisée par la chaleur de ce dépôt.

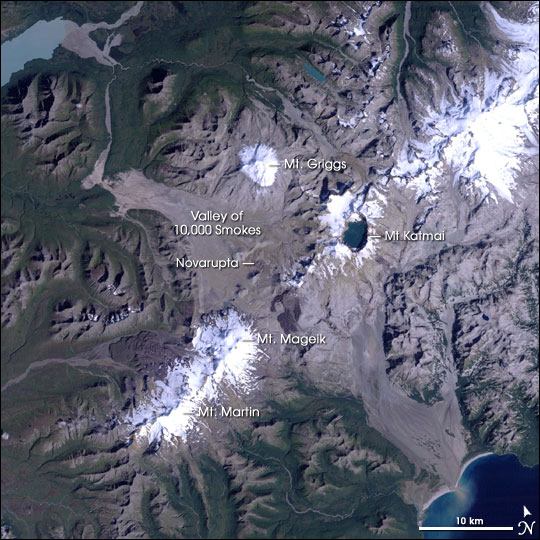
Image satellite de la vallée et des sommets qui l'entourent.

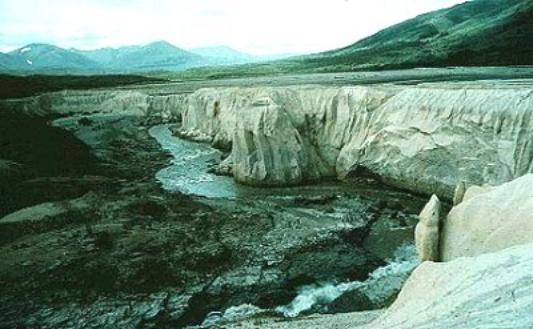
Couche de débris pyroclastiques déposés par l'éruption du Novarupta en 1912.